# 折射计

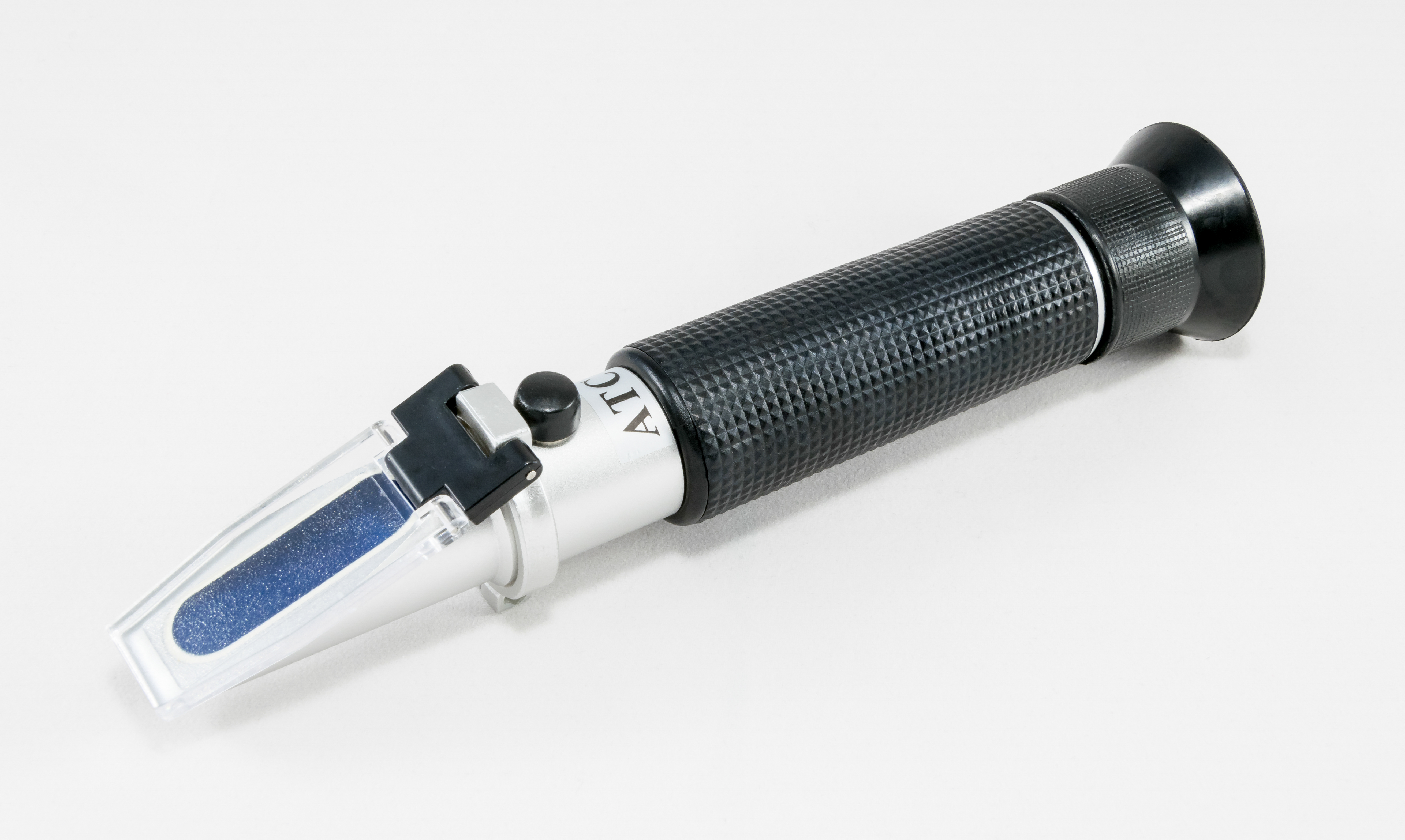
手持折射计

折射计是一种能测量折射率的儀器。折射计可以分很多种类，例如阿贝折光仪、蒲夫立西（Pulfrich）折射计、季苏（Zeisso）砂糖折射计、手提折射计、浸式折射计等。